# Las Palomas, García
Las Palomas är en ort i Mexiko.   Den ligger i kommunen García och delstaten Nuevo León, i den centrala delen av landet, 700 km norr om huvudstaden Mexico City. Las Palomas ligger 611 meter över havet och antalet invånare är 127.
Terrängen runt Las Palomas är varierad. Runt Las Palomas är det mycket tätbefolkat, med 1 266 invånare per kvadratkilometer. Närmaste större samhälle är Monterrey, 19,9 km sydost om Las Palomas. Omgivningarna runt Las Palomas är i huvudsak ett öppet busklandskap.